# 因戈馬 (加利福尼亞州)
因戈馬（英語：Ingomar）是位於美國加利福尼亞州默塞德縣的一個非建制地區。該地的面積和人口皆未知。

## 地理
因戈馬的座標為37°10′49″N 120°58′06″W / 37.18028°N 120.96833°W，而該地的平均海拔高度為28米（即92英尺）。